# Robert III (comte de Clermont)
Pour les articles homonymes, voir Robert III, Robert IV et Robert Dauphin d'Auvergne (homonymie).
Robert III ou IV Dauphin, comte de Clermont, né vers 1255 et mort le 19 janvier 1324, est le 5e dauphin d'Auvergne (1282-1324).
Il est le fils du dauphin Robert II (dauphin d'Auvergne) et de Mathilde d'Auvergne. Appelé « Robert VIII » par certains auteurs, « Robert III ou IV » par d'autres.
En 1279, il épouse en premières noces Hélissent/Alix de Mercœur (v. 1245 - 15 juillet 1286), veuve en premières noces de Pons de Montlaur et en secondes noces d'Aymar III de Poitiers-Valentinois, comte de Valentinois.
Ils eurent pour fils Jean Ier (dauphin d'Auvergne).
En 1289, il épouse en secondes noces Isabeau de Châtillon-en-Bazois, dame de Jaligny-sur-Besbre (morte le 1er septembre 1297), veuve (avec postérité) de Guy de Châteauvillain, seigneur de Luzy; postérité par leur fils Robert Dauphin (IV ou V), Ier de Jaligny et Saint-Ilpize (1290-1330).